# Perfusion
Perfusion (mer fullständigt hemoperfusion) eller genomblödning syftar inom fysiologin på processen att blod levereras till kapillärer i biologiska vävnader.
Begreppet perfusion används ibland också i mer generell betydelse, som en term för all genomspolning av ett organs blodkärl med vätska, vilket kan innebära genomspolning för att avlägsna blod inför en transplantation.

## Perfusionstryck
Perfusionstryck är tryckskillnaden mellan två konsekutiva ställen i kärlbanan.[källa behövs] Man kan också säga skillnaden i intravaskulärt tryck före och efter ett organ om man diskuterar blodet. Begreppet syftar på det tryck som driver vätskerörelsen, alltså tryck i rörelseriktningar.